# Botshol

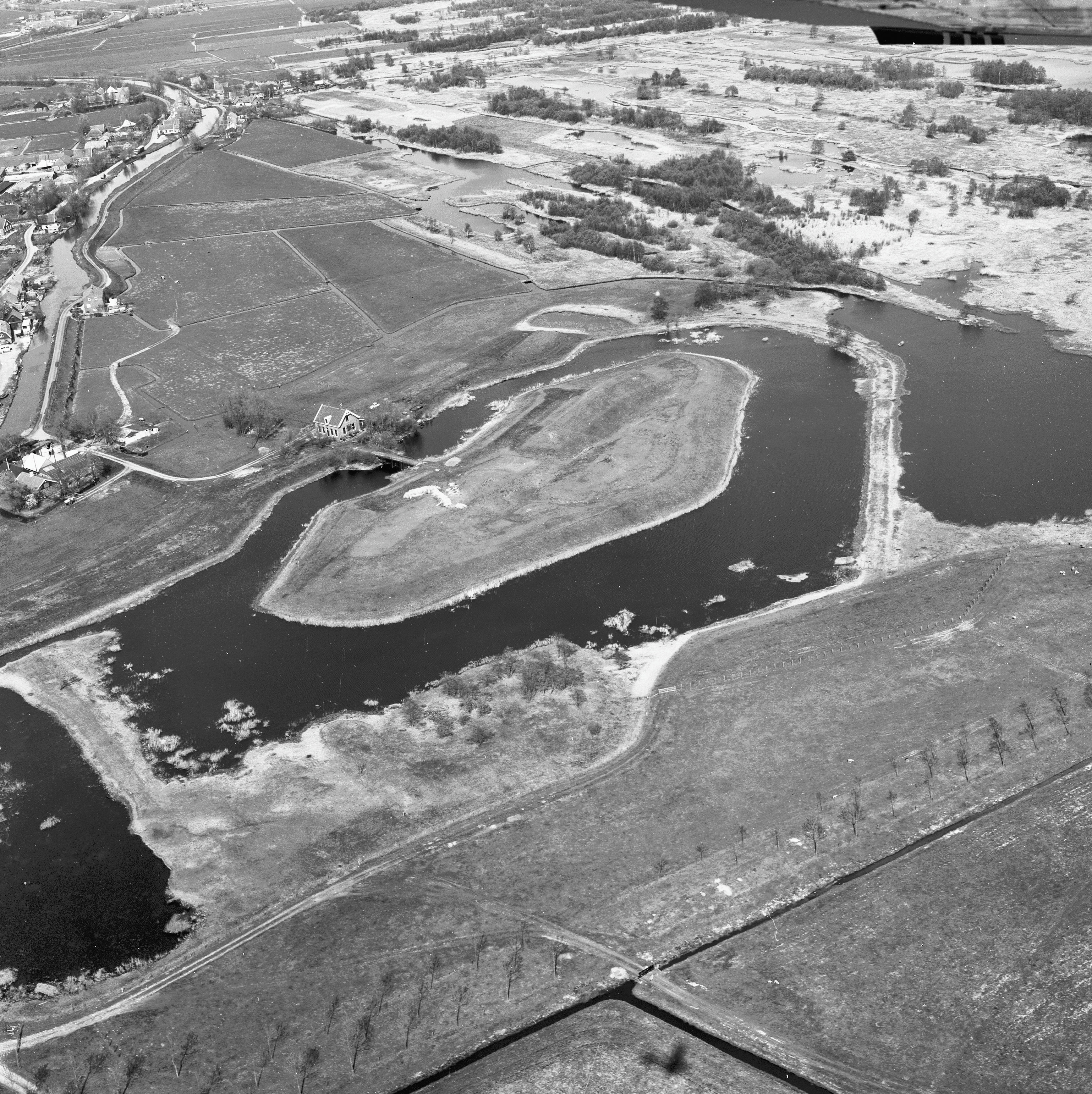
Fort in de Botshol met de Waver links op de achtergrond

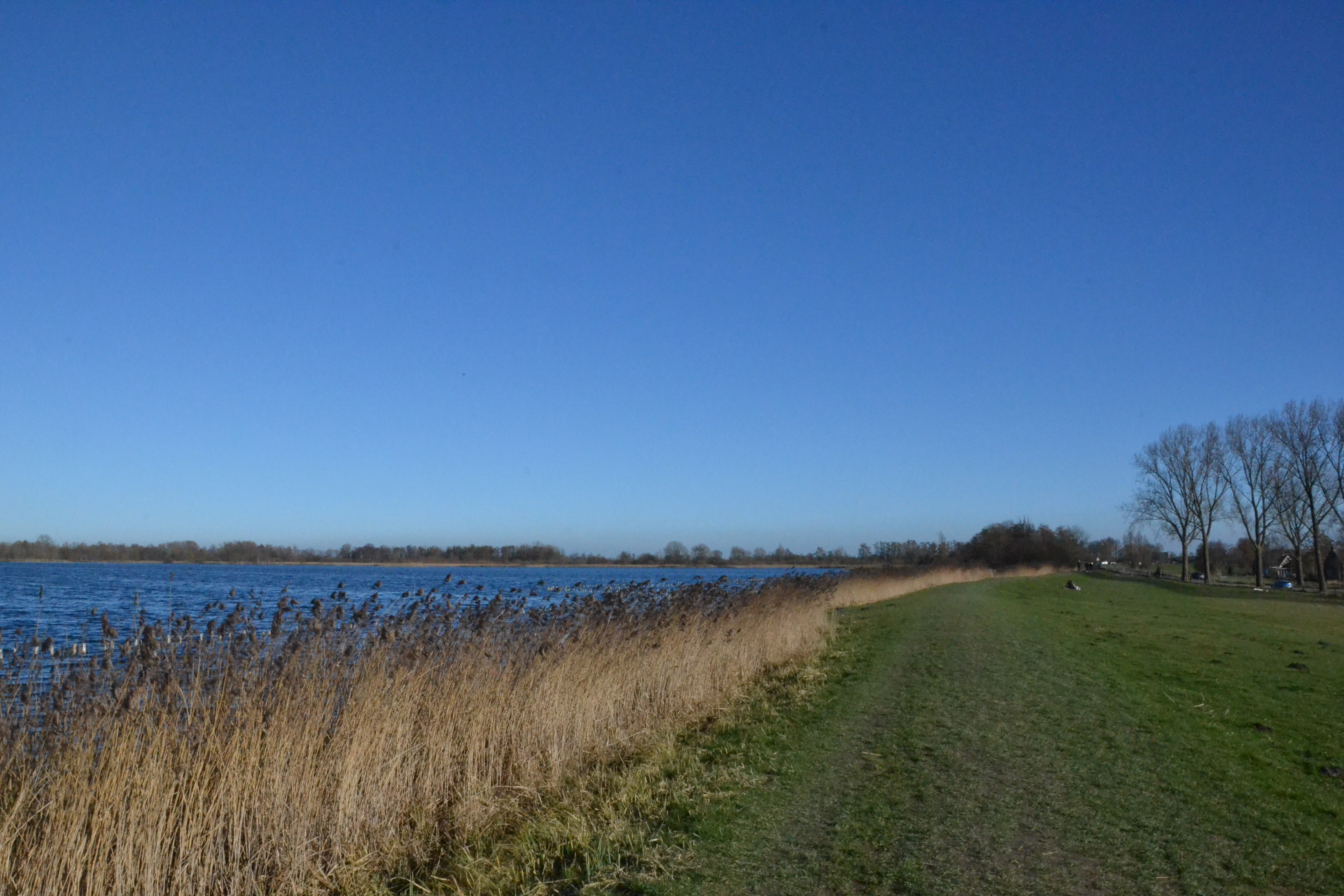
De Groote Wije vanaf het Waterliniepad

De Botshol is een buurtschap en een plassen- en moerasgebied in de provincie Utrecht tussen Abcoude en Waverveen, ten noordwesten van de Vinkeveense Plassen. Het gebied bestaat uit twee grotere plassen, de 'Grote Wije' en de 'Kleine Wije', die door nauwe doorgangen met elkaar verbonden zijn en een complex van kleinere deels dichtgroeiende wateren die (evenals de grotere plassen) restanten van voormalige verveningen zijn.

## Geschiedenis
Botshol was in de middeleeuwen ook een afzonderlijk rechtsgebied. Samen met Waveren en Ruige Wilnis was het eigendom van de Proosdij van Sint Marie te Utrecht. Het gebied hoorde tot het graafschap Holland, maar maakte geen deel uit van het baljuwschap Amstelland. De proosdij verkocht de drie heerlijkheden in 1624 aan Antoni Oetgens. Na de Bataafse Revolutie van 1795 werden de drie heerlijkheden samengevoegd met Waverveen. Als deel van de gemeente Waverveen werd het op 1 oktober 1819 bij de provincie Utrecht gevoegd.T/m 1840 bleef het deel van de gemeente Waverveen. In 1841 ging het over naar gemeente Vinkeveen en Waverveen, in 1882 over naar gemeente Abcoude-Proostdij*, per 1-5-1941 over naar gemeente Abcoude, in 2011 over naar gemeente De Ronde Venen.

## Flora en fauna
Het gebied heeft een karakteristieke flora en fauna en herbergt veel zeldzame planten, vissen, reptielen, vogels en andere dieren. Het grootste belang van de plassen bestaat echter uit de aquatische flora en fauna. Een van de zeldzamere waterplanten is het groot nimfkruid, terwijl de krabbenscheer en het blaasjeskruid (een merkwaardig vleesetend waterplantje) plaatselijk zeer massaal voorkomen.
Bepaalde delen van de plassen hebben een vegetatie van charaweiden. Dit zijn soms zeer dichte vegetaties van kranswieren die op de meerbodem groeien. Door hun invloed op de samenstelling van het water treedt plaatselijk neerslag van kalk (calciumcarbonaat) op in de vorm van kalkslib. Dit slib kan zeer hoge concentraties kalk bevatten en is een actuele vorming van een moeraskalk. Het slib bevat naast veel amorfe kalk ook veel resten van kranswieren, veel zoetwatermollusken, ostracoden, andere ongewervelde dieren en visresten.
Het gebied wordt thans beheerd door Natuurmonumenten en is aangewezen als een stiltegebied. Het is uitsluitend toegankelijk met roeibootjes die maar op twee plekken te huur zijn. Om de zeldzame plantengemeenschap in stand te houden wordt al het water dat het gebied binnenkomt sinds 1989 gedefosfateerd.
Een oppervlak van 215 hectare is een beschermd Natura 2000-gebied (landschapclassificatie Meren en moerassen, gebiedsnummer 83).

## Fort
Geheel aan de westelijke kant van het gebied werd eind 19e eeuw een terrein gereserveerd voor de bouw van het Fort in de Botshol als onderdeel van de Stelling van Amsterdam. De bomvrije ruimten van het fort zijn echter nooit gebouwd, maar het met zand opgehoogde terrein is nog goed in het landschap zichtbaar. Verder bevindt zich hier het voormalig fort Boxhol en achter het fort staat een fortwachterswoning.